# Panorama (album de Christophe Willem)
Pour les articles homonymes, voir Panorama (homonymie).
Albums de Christophe Willem
Rio
(2017)
Singles
1. PS : Je t'aime
Sortie : 5 avril 2022
2. J'tomberai pas
Sortie : 14 octobre 2022
3. Je tourne en rond
Sortie : 5 mai 2023
4. Comme un pantin
Sortie : 26 octobre 2023

Panorama est le titre du sixième album studio francophone du chanteur français Christophe Willem, sorti le 16 septembre 2022 Il a été certifié disque d'or en 2024 pour 50 000 « équivalents ventes ».

## Production
Le prédécesseur de Panorama, l'album Rio qui est sorti en 2017, a moins de succès que les albums précédents de Christophe Willem et est qualifié d'échec commercial par la presse,,,. À la suite de cette expérience, le chanteur fait face à une sorte de crise existentielle,. Dans un entretien en 2022, il dit  :

« L'échec de l'album Rio a révélé les blessures plus anciennes que je pensais avoir comblé, et en fait pas du tout. Quand tu reçois l'amour du public, que tu prends comme substitut par rapport à ton amour propre, et bien le jour où la lumière brille un peu moins, tu redescends encore plus bas que ce que tu étais au début. »

Il passe le confinement liés à la pandémie de Covid-19 dans sa chambre d'adolescent dans la maison de ses parents. Dans un entretien avec la RTS en 2023, il explique que pour le successeur de Rio, 'il avait  « envie d'un album beaucoup plus brut afin de me reconnecter à [s]a passion ». Pendant trois ans, il consacre son énergie à cet album, une première pour lui puisqu'il n'a pas contribué aux paroles ni aux mélodies. À la place, il a délégué l'écriture et la composition à des collaborateurs avec lesquels il a passé beaucoup de temps, afin qu'ils puissent saisir pleinement son essence :

« Je sais écrire, je sais composer, mais je voulais confier les clés à d'autres pour ne pas tomber dans l'écueil d'édulcorer les choses pour des raisons esthétiques et pour avoir des textes plus bruts. »

L'objectif était d'éviter les schémas d'écriture du passé, où il écrivait des chansons qu'il finissait par édulcorer pour les rendre plus « universel », même si elles étaient initialement brutes et liées à ses propres expériences. Pour ce sixième album en français, Christophe Willem s'est entouré de nouveaux collaborateurs, dont le chanteur Slimane, qu'il a rencontré durant les concerts avec Les Enfoirés, mais aussi Mark Daumail du groupe Cocoon, Elia Taïeb, collaboratrice du rappeur Booba, et Chien noir. Deux collaborateurs importants étaient Jean Etienne Maillard et Laurent Lamarca.
Christophe Willem affirme que lui-même et la narration constituent le fil rouge de l'album, et pour la première fois, les paroles sont aussi importantes que la musique qui les accompagne . Il décrit l'album comme une « ode à la résilience »,.
Le titre Panorama a été choisi pour deux raisons. La première est que l'album aborde différents sujets importants pour le chanteur, notamment son adolescence, sa sexualité, sa relation avec les médias et le regard des autres. La deuxième raison est que durant sa jeunesse, Christophe Willem se promenait souvent dans une rue près de sa maison familiale appelée Rue du Panorama, offrant une vue sur Paris. Il s'y rendait lors de moments difficiles pour y trouver du réconfort en solitaire.

## Promotion et distribution
Un premier extrait, PS : Je t'aime sort en avril 2022. Avec cette chanson, qui est certifiée disque de platine en France pour 30 000 000 équivalents streams, et disque d'or en Belgique,, Christophe Willem renoue avec les succès du début de sa carrière. La chanson bénéficie d'un clip réalisé par le duo de photographes Pierre & Florent. L'actrice Sylvie Laguna y reprend son rôle de psychologue, qu'elle avait déjà incarné en 2007 dans le clip Double je,. L'album Panorama ne sort que cinq mois plus tard, en septembre.
En juin 2022, lorsque l'album est disponible en précommande, un deuxième titre, la ballade Fantômes, est présenté,. L'extrait suivant est le titre J'tomberai pas, pour lequel Pablo Padovani, le chanteur du groupe de rock français Moodoïd, réalisé le clip qui sort le 14 octobre 2022. La chanson atteint la 17e place dans l'Ultratop 50 Singles de la Belgique francophone.
Le troisième extrait est la chanson Je tourne en rond, écrite et composée par Elia Taïeb. La version single est une nouvelle version remixée du titre déjà inclus sur l'album. Le clip sort le 20 juillet 2023.
En octobre 2023, une chanson inédite, Comme un pantin, sort comme single et est directement intégrée dans l'album Panorama sur les plateformes de streaming musical Ce titre est écrit par le chanteur Slimane et composé par les frères Yaacov et Meir Salah, le trio qui avait déjà réalisé PS : Je t'aime. Un clip réalisé par Ruby Cicero et utilisant l'intelligence artificielle générative sort le 30 janvier 2024.

## Accueil critique
La critique qualifie l'album de « personnel » ou « intimiste » et le décrit également comme « l'album de la résilience » pour le chanteur,,,,.
Le chroniqueur belge Bruno Tummers classe Panorama parmi les meilleurs albums du chanteur, aux côtés de Inventaire) et Paraît-il. Natalie Grosskopf de la La Voix du Nord écrit que le chanteur se réinvente sur ce disque « qui s'équilibre entre morceaux up tempo, efficaces en radio, et ballades intimistes ».
Yannick Delneste de Sud Ouest écrit que « les thèmes récurrents de la solitude et de la résilience sont là déclinés avec délicatesse, sur des mélodies du chanteur plus inspiré », ajoutant que Willem « a réussi à chasser le stéréotype pop sans âme qu'il était devenu à son insu ». Marion De Braekeleer de Chérie FM Belgique estime que Panorama offre accès à qui est réellement Christophe Willem, « sans chichis et en toute sincérité »

## Performance commerciale
En France, l'album a fait ses débuts à la 6e position lors de la semaine du 17 septembre 2022 dans le Top Albums, avant de chuter à la 15e place la semaine suivante et à la 34e place lors de sa troisième semaine. Panorama est resté dans le top 50 pendant cinq semaines et dans le top 100 français pendant 18 semaines, pour un total de 34 semaines dans le top 200.
En Belgique francophone, Panorama a fait son entrée à la 2e position de l'Ultratop 200 Albums le 24 septembre 2022 et est resté à cette place la semaine suivante, avant de descendre progressivement. L'album est resté dans le top 10 pendant quatre semaines, dans le top 50 pendant 17 semaines et dans le classement global pendant 29 semaines.
Dans le classement national suisse, l'album s'est classé pendant deux semaines, fin septembre et début octobre 2017, atteignant la 28e place.
En février 2024, le SNEP a certifié Panorama disque d'or en France pour 50 000 "équivalents ventes",.

## Liste des pistes
| Panorama (Édition initiale) | Panorama (Édition initiale) | Panorama (Édition initiale)                                        | Panorama (Édition initiale)                                        | Panorama (Édition initiale) | Panorama (Édition initiale) | Panorama (Édition initiale) | Panorama (Édition initiale) | Panorama (Édition initiale) | Panorama (Édition initiale) |
| No                          | Titre                       | Paroles                                                            | Musique                                                            | Durée                       |                             |                             |                             |                             |                             |
| --------------------------- | --------------------------- | ------------------------------------------------------------------ | ------------------------------------------------------------------ | --------------------------- | --------------------------- | --------------------------- | --------------------------- | --------------------------- | --------------------------- |
| 1.                          | PS : Je t'aime              | Slimane Nebchi                                                     | Meïr Salah, Yaacov Salah                                           | 2:54                        |                             |                             |                             |                             |                             |
| 2.                          | J'avance                    | Jean Etienne Maillard, Laurent Lamarca                             | Jean Etienne Maillard, Laurent Lamarca                             | 3:29                        |                             |                             |                             |                             |                             |
| 3.                          | Ni reine ni roi             | Fred Allerat                                                       | Naya Fellonneau                                                    | 3:17                        |                             |                             |                             |                             |                             |
| 4.                          | J'tomberai pas              | Jean Etienne Maillard, Laurent Lamarca, Matthieu Mendès, Momo Wang | Jean Etienne Maillard, Laurent Lamarca, Matthieu Mendès, Momo Wang | 3:06                        |                             |                             |                             |                             |                             |
| 5.                          | Fantômes                    | Laurent Lamarca                                                    | Jean Etienne Maillard                                              | 3:06                        |                             |                             |                             |                             |                             |
| 6.                          | Un peu comme toi et moi     | Laurent Lamarca                                                    | Jean Etienne Maillard                                              | 2:55                        |                             |                             |                             |                             |                             |
| 7.                          | Tiens bon                   | David Scrima                                                       | Mark Daumail                                                       | 2:43                        |                             |                             |                             |                             |                             |
| 8.                          | Dans le regard de l'autre   | Laurent Lamarca                                                    | Jean Etienne Maillard                                              | 4:29                        |                             |                             |                             |                             |                             |
| 9.                          | Je tourne en rond           | Elia Taïeb                                                         | Elia Taïeb                                                         | 3:38                        |                             |                             |                             |                             |                             |
| 10.                         | Noir                        | David Scrima                                                       | Mark Daumail                                                       | 3:07                        |                             |                             |                             |                             |                             |
| 11.                         | Solitude                    | Laurent Lamarca                                                    | Jean Etienne Maillard                                              | 3:37                        |                             |                             |                             |                             |                             |
| 12.                         | J'vais exploser             | Laurent Lamarca                                                    | Jean Etienne Maillard                                              | 3:21                        |                             |                             |                             |                             |                             |
| 13.                         | Au temps pour nous          | Jean Grillet                                                       | Jean Grillet                                                       | 3:00                        |                             |                             |                             |                             |                             |
| 14.                         | La fin des choses           | Laurent Lamarca                                                    | Jean Etienne Maillard                                              | 3:33                        |                             |                             |                             |                             |                             |
| 15.                         | PS : Je t'aime (Remix)      | Slimane Nebchi                                                     | Meïr Salah, Yaacov Salah                                           | 3:16                        |                             |                             |                             |                             |                             |
| 16.                         | PS : Je t'aime (Acoustique) | Slimane Nebchi                                                     | Meïr Salah, Yaacov Salah                                           | 3:07                        |                             |                             |                             |                             |                             |
| 52:43                       |                             |                                                                    |                                                                    |                             |                             |                             |                             |                             |                             |

| Panorama (Réédition du 27 Octobre 2023) | Panorama (Réédition du 27 Octobre 2023) | Panorama (Réédition du 27 Octobre 2023)                            | Panorama (Réédition du 27 Octobre 2023)                            | Panorama (Réédition du 27 Octobre 2023) | Panorama (Réédition du 27 Octobre 2023) | Panorama (Réédition du 27 Octobre 2023) | Panorama (Réédition du 27 Octobre 2023) | Panorama (Réédition du 27 Octobre 2023) | Panorama (Réédition du 27 Octobre 2023) |
| No                                      | Titre                                   | Paroles                                                            | Musique                                                            | Durée                                   |                                         |                                         |                                         |                                         |                                         |
| --------------------------------------- | --------------------------------------- | ------------------------------------------------------------------ | ------------------------------------------------------------------ | --------------------------------------- | --------------------------------------- | --------------------------------------- | --------------------------------------- | --------------------------------------- | --------------------------------------- |
| 1.                                      | Comme un pantin                         | Slimane Nebchi                                                     | Meïr Salah, Yaacov Salah                                           | 2:06                                    |                                         |                                         |                                         |                                         |                                         |
| 2.                                      | PS : Je t'aime                          | Slimane Nebchi                                                     | Meïr Salah, Yaacov Salah                                           | 2:54                                    |                                         |                                         |                                         |                                         |                                         |
| 3.                                      | J'avance                                | Jean Etienne Maillard, Laurent Lamarca                             | Jean Etienne Maillard, Laurent Lamarca                             | 3:29                                    |                                         |                                         |                                         |                                         |                                         |
| 4.                                      | Ni reine ni roi                         | Fred Allerat                                                       | Naya Fellonneau                                                    | 3:17                                    |                                         |                                         |                                         |                                         |                                         |
| 5.                                      | J'tomberai pas                          | Jean Etienne Maillard, Laurent Lamarca, Matthieu Mendès, Momo Wang | Jean Etienne Maillard, Laurent Lamarca, Matthieu Mendès, Momo Wang | 3:06                                    |                                         |                                         |                                         |                                         |                                         |
| 6.                                      | Fantômes                                | Laurent Lamarca                                                    | Jean Etienne Maillard                                              | 3:06                                    |                                         |                                         |                                         |                                         |                                         |
| 7.                                      | Un peu comme toi et moi                 | Laurent Lamarca                                                    | Jean Etienne Maillard                                              | 2:55                                    |                                         |                                         |                                         |                                         |                                         |
| 8.                                      | Tiens bon                               | David Scrima                                                       | Mark Daumail                                                       | 2:43                                    |                                         |                                         |                                         |                                         |                                         |
| 9.                                      | Dans le regard de l'autre               | Laurent Lamarca                                                    | Jean Etienne Maillard                                              | 4:29                                    |                                         |                                         |                                         |                                         |                                         |
| 10.                                     | Je tourne en rond                       | Elia Taïeb                                                         | Elia Taïeb                                                         | 3:38                                    |                                         |                                         |                                         |                                         |                                         |
| 11.                                     | Noir                                    | David Scrima                                                       | Mark Daumail                                                       | 3:07                                    |                                         |                                         |                                         |                                         |                                         |
| 12.                                     | Solitude                                | Laurent Lamarca                                                    | Jean Etienne Maillard                                              | 3:37                                    |                                         |                                         |                                         |                                         |                                         |
| 13.                                     | J'vais exploser                         | Laurent Lamarca                                                    | Jean Etienne Maillard                                              | 3:21                                    |                                         |                                         |                                         |                                         |                                         |
| 14.                                     | Au temps pour nous                      | Jean Grillet                                                       | Jean Grillet                                                       | 3:00                                    |                                         |                                         |                                         |                                         |                                         |
| 15.                                     | La fin des choses                       | Laurent Lamarca                                                    | Jean Etienne Maillard                                              | 3:33                                    |                                         |                                         |                                         |                                         |                                         |
| 16.                                     | PS : Je t'aime (Remix)                  | Slimane Nebchi                                                     | Meïr Salah, Yaacov Salah                                           | 3:16                                    |                                         |                                         |                                         |                                         |                                         |
| 17.                                     | PS : Je t'aime (Acoustique)             | Slimane Nebchi                                                     | Meïr Salah, Yaacov Salah                                           | 3:07                                    |                                         |                                         |                                         |                                         |                                         |
| 18.                                     | Je tourne en rond (Single Mix)          | Elia Taïeb                                                         | Elia Taïeb                                                         | 3:38                                    |                                         |                                         |                                         |                                         |                                         |
| 57:35                                   |                                         |                                                                    |                                                                    |                                         |                                         |                                         |                                         |                                         |                                         |

## Classement
| Classement (2022)               | Meilleure position |
| ------------------------------- | ------------------ |
| Belgique francophone (Ultratop) | 2                  |
| France (Top Albums)             | 6                  |
| Suisse (Schweizer Hitparade)    | 28                 |

| Classement (2022)               | Position |
| ------------------------------- | -------- |
| Belgique francophone (Ultratop) | 52       |
| France (Top Albums)             | 166      |

### Certifications
| Pays          | Certifications | Date            |
| ------------- | -------------- | --------------- |
| France (SNEP) | Or             | 29 février 2024 |